# Ammer
Ammer är en liten by vid Ammeråns mynning i Indalsälven. Ammer ligger i Ragunda distrikt (Ragunda socken) i Ragunda kommun, som ligger cirka sju mil öster om Östersund, Jämtland.

## Allmänt
Ammer ligger invid riksväg 87 och präglas till stor del av Ammerån och skogarna runt omkring. Byn har en egen kvarn där traktens jordbrukare än idag maler sitt spannmål. I byn finns ett aktivt föreningsliv med en byutvecklingsförening som övertagit byns gamla skola och gjort om den till en bygdegård, en ridförening med eget ridhus samt en travförening med en fullängds travbana. Turistvägen Ammeråstigen följer Ammerån från Ammer till Hammerdal.